# John Clarke (színművész)
John Clarke (South Bend, Indiana, 1931. április 14. – Laguna Beach, Kalifornia, 2019. október 16.) amerikai színész. 1965 és 2004 között a Days of our Lives tv-sorozatban Mickey Hortont alakította.

## Filmjei

### Mozifilmek
- Operation Bottleneck (1961)
- You Have to Run Fast (1961)
- Gun Street (1961)
- Ítélet Nürnbergben (Judgment at Nuremberg) (1961)
- Bolond, bolond világ (It's a Mad, Mad, Mad, Mad World) (1963)
- The Thin Red Line (1964)
- Finger on the Trigger (1965)
- Pokoli találmány (The Satan Bug) (1965)
- Critics and Other Freaks (1997)

### Tv-filmek
- Destination Space (1959)
- Meet Me in St. Louis (1966)

### Tv-sorozatok
- Whirlybirds (1959, egy epizódban)
- Alkonyzóna (The Twilight Zone) (1959, egy epizódban)
- Lawman (1959–1960, három epizódban)
- Death Valley Days (1959–1968, nyolc epizódban)
- Zane Grey Theater (1960, egy epizódban)
- Law of the Plainsman (1960, egy epizódban)
- The Blue Angels (1960, egy epizódban)
- Guestward Ho! (1960, egy epizódban)
- Michael Shayne (1960, egy epizódban)
- Hawaiian Eye (1960, egy epizódban)
- Letter to Loretta (1960–1961, négy epizódban)
- The Law and Mr. Jones (1961, két epizódban)
- The New Breed (1961–1962, 27 epizódban)
- Gunsmoke (1959, 1963, három epizódban)
- Petticoat Junction (1964, egy epizódban)
- My Living Doll (1965, egy epizódban)
- The Fugitive (1965, két epizódban)
- The F.B.I. (1965, egy epizódban)
- Days of our Lives (1965–2004, 3556, epizódban)
- The Felony Squad (1967, két epizódban)
- The Silent Force (1970, egy epizódban)
- Hart to Hart (1984, egy epizódban)
- Quinn doktornő (Dr. Quinn, Medicine Woman) (1993, egy epizódban)
- Biography (1998, dokumentum, hang, egy epizódban)